# Trolleybus de Rostov-sur-le-Don
Le trolleybus de Rostov-sur-le-Don (en russe : Ростовский троллейбус) est un des systèmes de transport en commun de Rostov-sur-le-Don, dans l'oblast de Rostov, en Russie.